# Риго, Огюстэн
Огю́ст Пьер Огюстэ́н Риго́ (фр. Auguste Pierre Augustin Rigaud; 29 марта 1760 года, Монпелье — 15 апреля 1835 года, Брив-ла-Гайард ) — французский баснописец и поэт юга Франции, так же как его старший брат Кирилл (1750—1824).
Произведения обоих, написанные на лангедокском наречии, собраны в «Pouesias patouesas» (1806 и 1821) и «Obras completas d’Augusta Rigaud et de Cyrilla Rigaud en patoues de Mounpeié» (1845). Французские стихотворения обоих («Poésies françaises», 1820 г. и др.) забыты.